# The Box (2009)
The Box is een Amerikaanse sciencefictionthriller uit 2009. Het is gebaseerd op het korte verhaal Button, Button van Richard Matheson uit 1970 dat eerder verfilmd werd in een aflevering van The New Twilight Zone. The Box is geregisseerd door Richard Kelly, die eerder Donnie Darko maakte.

## Verhaal
Het verhaal speelt zich af in 1976. Norma en Arthur Lewis worden wakker als om 5.45 uur 's ochtends de bel gaat. Norma ziet een auto wegrijden en vindt een kartonnen doos voor de deur. In de doos zit een houten doos met een drukknop erop in een glazen afgesloten beschermkap. Bijgesloten is een briefje waarop staat dat Mr. Steward om 5 uur 's middags langs zal komen. Norma is alleen thuis als Mr. Steward, die een verminkt gezicht heeft, verschijnt. Hij biedt Norma een miljoen dollar als ze de knop indrukt. Hij vertelt erbij dat als ze de knop indrukt, er iemand, die ze niet kent, zal sterven. Norma en Arthur discussiëren die avond of ze de knop zullen indrukken en vragen zich af of het geen onzinverhaal is. Plotseling drukt Norma op de knop. Op dat moment komt er een oproep binnen bij het alarmnummer en vindt de politie ter plekke een doodgeschoten vrouw en een klein meisje dat in de badkamer opgesloten zit.
Als Steward terugkeert, overhandigt hij hen een koffer met een miljoen dollar, zonder te vragen of ze de knop hebben ingedrukt. Hij vertelt het echtpaar tevens dat wie het aanbod als volgende ook krijgt, het geen bekende van hen zal zijn, hetgeen impliceert dat zij zelf het mogelijk slachtoffer van moord zullen zijn. Arthur probeert de koffer met het geld terug te geven terwijl Mr. Steward wegrijdt, maar dat mislukt.
Als Arthur tijdens een feestelijke gelegenheid de opdracht krijgt een ingepakt geschenk uit te kiezen, kiest hij uit de dozen een kartonnen doos die erg lijkt op degene die zij voor hun voordeur vonden. In de doos blijkt een foto te zitten van Mr. Steward van vóór zijn gezichtsverwonding.
Na thuiskomst brengt Arthur babysitter Dana naar huis. Ze gedraagt zich onderweg vreemd, krijgt een bloedneus en valt flauw.
Als Arthur op onderzoek uitgaat in de bibliotheek, wordt hij achtervolgd door vreemdelingen, die hem naar een zaal leiden waar de vrouw van Mr. Steward Arthur drie zuilen van water toont, waar hij er een van moet kiezen. Hij kiest de middelste zuil, stapt erin en wordt een witte tunnel ingezogen. Ondertussen vertelt Mr. Steward Norma dat zijn gezicht verwond is omdat hij door de bliksem getroffen is, waardoor hij kan communiceren met hen die de bliksem beheersen. Norma wordt wakker in haar bed en ziet Arthur gevangen in een zuil water boven haar bed. De zuil breekt en Arthur en al het water vallen eruit.
Nadat hun zoon Walter ontvoerd wordt, meldt Mr. Steward zich en vertelt dat hun zoon op een veilige plek is, maar dat hij blind en doof is. Ze krijgen de keus tussen twee opties: ze kunnen verder leven met de miljoen dollar en hun gehandicapte kind, of Arthur schiet Norma door het hart en Walter zal zijn gezichts- en gehoorvermogen terugkrijgen en het geld zal op een spaarrekening gezet worden die vrijgesteld wordt voor Walter als hij volwassen wordt. Steward vertrekt en vertelt dat hun zoon in de badkamer opgesloten zit. Ze gaan naar boven en proberen de deur open te breken maar dat lukt niet. Terwijl Norma haar man smeekt om haar op te offeren in het belang van hun kind, zit een ander echtpaar aan een tafel te overwegen of ze op de rode knop van de houten doos vóór hen zullen drukken. Ze drukken de knop in en Arthur schiet zijn vrouw dood. Het andere echtpaar krijgt bezoek van Mr. Steward en Arthur wordt gearresteerd.

## Rolverdeling
- Cameron Diaz als Norma Lewis
- James Marsden als Arthur Lewis
- Frank Langella als Arlington Steward
- Gillian Jacobs als Dana Steward
- Deborah Rush als Clymene Steward
- Sam Oz Stone als Walter Lewis
- Ryan Woodle als Lucas Carnes
- James Rebhorn als Norm Cahill
- Holmes Osborne als Dick Burns
- Celia Weston als Lana Burns